# Sechsgürtelbarbe
Die Sechsgürtelbarbe (Desmopuntius hexazona (Gr.: „hexa“ = sechs; „zona“ = Gürtel), Syn.: Barbus hexazona, Puntius hexazona, Systomus hexazona), auch Sechsbindenbarbe genannt, ist ein Süßwasserfisch aus der Familie der Karpfenfische (Cyprinidae). Ihr Verbreitungsgebiet reicht von der Malaiischen Halbinsel über Singapur bis nach Sumatra und Borneo. Auch im Stromgebiet des Mekong soll die Art vorkommen.

## Merkmale
Weibliche Sechsgürtelbarben werden maximal 5,5 Zentimeter lang, Männchen bleiben kleiner. Ihr Körper ist gestreckt und seitlich deutlich abgeflacht. Die Barbe besitzen zwei Bartelpaare. Ihre Grundfarbe ist bräunlichrot, Körper- und Kopfseiten werden durch fünf bis sechs blauschwarze Querbinden gemustert. Innerhalb der Bänder haben die Schuppen grünliche Ränder. Die Flossen sind rötlich, mit kräftig roten Basen, dann nach außen hin farblich immer schwächer werdend und farblosen Rändern. Die Geschlechter unterscheiden sich in der Färbung nicht.
- Flossenformel: Dorsale: iii/8; Anale: iii/5; Pectorale: 1/14.
- Schuppenformel: SL 22–25.

## Lebensweise
Die Sechsgürtelbarbe kommt in ungestörten schattigen Regenwaldflüssen und Bächen mit saurem pH-Wert vor.

## Systematik
Die Sechsgürtelbarbe wurde ursprünglich als Barbus tetrazona (var.) johorensis als Unterart bzw. Farbvariante der Fünfgürtelbarbe (Desmopuntius pentazona, Syn.: Puntius pentazona, Barbus pentazona) zugerechnet, später von Maurice Kottelat als eigenständige Art erkannt.

## Aquaristik
Die Art wurde in der Aquaristik lange Zeit als Puntius bzw. Barbus pentazona, den alten wissenschaftlichen Namen der Fünfgürtelbarbe, vertrieben, so dass es sich bei den jahrzehntelang als Fünfgürtelbarbe gehaltenen Fischen tatsächlich um die Sechsgürtelbarbe handelt.